# Michaela Kirchgasser
Michaela Kirchgasser (Schwarzach im Pongau, 31. ožujka 1985.) je austrijska alpska skijašica.
Michaela ima tri pobjede u Svjetskom skijaškom kupu i jednu zlatnu medalju osvojenu u natjecanju nacija na SP u Äreu 2007. godine te još dvije zlatne medalje na SP. Juniorska je slalomska svjetska prvakinja iz francuskog Briançonnais iz 2003. godine, na istom prvenstvo osvojila je srebro u kombinaciji, na prvenstvu 2005. godine osvojila je broncu u slalomu.

## Pobjede u Svjetskom skijaškom kupu
| Datum              | Mjesto        | Disciplina |
| ------------------ | ------------- | ---------- |
| 24. veljače 2007.  | Sierra Nevada | veleslalom |
| 22. siječnja 2012. | Kranjska Gora | slalom     |
| 17. ožujka 2012.   | Schladming    | slalom     |

## Vanjske poveznice
- Osobna stranica Michaele Kirchgasser
- Rezultati s FIS natjecanja  Arhivirana inačica izvorne stranice od 25. svibnja 2011. (Wayback Machine)